# Макаку-Касерибу (микрорегион)

Макаку-Касерибу на карте.

Макаку-Касерибу (порт. Microrregião de Macacu-Caceribu) — микрорегион в Бразилии, входит в штат Рио-де-Жанейро.
Составная часть мезорегиона Агломерация Рио-де-Жанейро. Население составляет 	109 824	 человека (на 2010 год). Площадь — 	1410,256	 км². Плотность населения — 	77,88	 чел./км².

## Демография
Согласно сведениям, собранным в ходе переписи 2010 г. Национальным институтом географии и статистики (IBGE), население микрорегиона составляет:						
| Полное население                             | Полное население                             | Полное население                             | Полное население                             | 109 824 |
| -------------------------------------------- | -------------------------------------------- | -------------------------------------------- | -------------------------------------------- | ------- |
| в том числе:                                 | Городское население                          | 88 203                                       | Процент городского населения, %              | 80,31   |
|                                              | Сельское население                           | 21 621                                       | Процент сельского населения, %               | 19,69   |
|                                              | Мужское население                            | 54 380                                       | Процент мужского населения, %                | 49,52   |
|                                              | Женское население                            | 55 444                                       | Процент женского населения, %                | 50,48   |
| Плотность населения, чел/км²                 | Плотность населения, чел/км²                 | Плотность населения, чел/км²                 | Плотность населения, чел/км²                 | 77,88   |
| Население микрорегиона в % к населению штата | Население микрорегиона в % к населению штата | Население микрорегиона в % к населению штата | Население микрорегиона в % к населению штата | 0,69    |

## Статистика
- Валовой внутренний продукт на 2003 год составляет 787 320 404,00 реалов (данные: Бразильский институт географии и статистики).
- Валовой внутренний продукт на душу населения на 2003 год составляет 7627,62 реалов (данные: Бразильский институт географии и статистики).

## Состав микрорегиона
В составе микрорегиона включены следующие муниципалитеты:
1. Кашуэйрас-ди-Макаку
2. Риу-Бониту